# Comunque mia
Comunque mia è un film del 2004 diretto da Sabrina Paravicini.
La regista è anche autrice del soggetto e della sceneggiatura nonché interprete della pellicola.

## Trama
Sandra, convivente e prossima alle nozze con Marco, conosce Alex, suo futuro cognato e promettente cestista; si innamorano all'istante. Il giorno stesso del loro incontro, i due vengono coinvolti in un incidente d'auto in cui Alex perde una gamba. Marco decide così di occuparsi di lui, ospitandolo in casa sua e di Sandra; ma la convivenza forzata sarà un duro banco di prova per la donna, combattuta tra il desiderio di amare Alex e la coscienza del suo futuro matrimonio con Marco.

## Produzione

### Riprese
Le riprese del film sono iniziate nel luglio del 2003; la pellicola è stata girata in digitale in 24 giorni, di cui 5 a Fabriano e 19 in un appartamento a Roma. Il costo complessivo del film è stato di circa 55 000 euro, di cui 40 000 in fase di produzione e 15 000 in fase di post-produzione, senza finanziamenti statali.

## Accoglienza

### Critica
- Negativo il commento del dizionario Morandini che assegna al film una stella su cinque di giudizio, considerandolo un film dilettantistico che scivola nella piattezza televisiva.[2]
- Assolutamente convenzionale e piatto. Commento del dizionario Farinotti che assegna al film una stella su cinque di giudizio.[3]